# کریم باگرادونی
کِریم باگرادونی (ارمنی: Քերիմ Բագրատունի عربی: كريم بقرادوني؛ زادهٔ ۱۸ اوت ۱۹۴۴) یک سیاست‌مدار، و وکیل ارمنی‌تبار اهل لبنان است. وی از سال ۱۹۶۸ میلادی تاکنون مشغول فعالیت بوده‌است. وی عضو حزب فالانژ لبنان و القوات اللبنانیه می‌باشد. وی در سال ۲۰۰۴ در کابینه رفیق حریری سمت وزارت کشور لبنان را برعهده داشت.